# دی‌جی شدو
جاشوا پل "جاش" دیویس (به انگلیسی: Joshua Paul "Josh" Davis)(زاده ۲۹ ژوئن ۱۹۷۲) که بیشتر با نام دی‌جی شَدو شناخته می‌شود، تهیه‌کنندهٔ موسیقی، دی‌جی و ترانه‌نویس آمریکایی است.دی‌جی شد و به عنوان یکی از اصلی‌ترین افراد در گسترش موسیقی اینسترومنتال هیپ‌هاپ شناخته می‌شود و یکی از اصلی‌ترین افراد در موسیقی مستقل هیپ هاپ به‌شمار می‌رود.شدو با انتشار آلبوم اول خود Endtroducing..... توجه بسیاری از منتقدین را به خود جلب کرد.این آلبوم تماماً از قطعات تمرینی و نمونه‌کارهای او ساخته شده بود.دی‌جی شد و همچنین صاحب مجموعهٔ آرشیو موسیقی بسیاری بزرگی شامل بیش از ۶۰،۰۰۰ قطعه‌است.

## آلبوم‌های استودیویی
- Endtroducing..... - ۱۹۹۶
- Preemptive Strike - ۱۹۹۸
- The Private Press - ۲۰۰۲
- The Outsider - ۲۰۰۶
- The Less You Know, The Better - ۲۰۱۱